# Booker T. Washington
Booker Taliaferro Washington (Hale's Ford (Franklin County, Virginia) 5 april 1856 – Tuskegee (Alabama) 14 november 1915) was een Amerikaans pedagoog, schrijver en voorvechter van betere rechten voor Afro-Amerikanen rond de eeuwwisseling.
Washington werd geboren als zoon van een slavin op een plantage in Virginia. Zijn moeder Jane was een kokkin en zijn vader een blanke man van een nabije boerderij. De T. in zijn naam staat voor Taliaferro, de naam van zijn meester. Na de bevrijding van slaven na de Amerikaanse Burgeroorlog in 1865 vertrok zijn familie naar Malden in West-Virginia. Hier ging hij naar school en werkte in de mijnindustrie. Van 1872 tot 1875 volgde hij het Hampton Normal and Agricultural Institute en onderwees vervolgens twee jaar lang zelf in Malden. Hierna deed hij een studie aan het Weyland Seminary in Washington D.C..
In zijn bekendste werk Atlanta Exposition Speech (1895) moedigt hij de zwarte bevolking in de Verenigde Staten aan om zich te ontwikkelen. Alleen op deze manier zouden ze succesvol kunnen worden. Nadat hij een invloedrijke Afro-Amerikaanse leider was geworden, schreef hij het boek Up from slavery (1901), in 1902 in het Nederlands verschenen als Uit slavernij in vrijheid in een vertaling van J.L. Pierson. Het eerste hoofdstuk hiervan is getiteld ‘Een slaaf onder  slaven’.
In 1901 werd Washington door president Theodore Roosevelt in het Witte Huis uitgenodigd voor een diner. Dit diner lokte verontwaardiging uit in de zuidelijke staten.
Bijna 100 jaar na Booker T. Washingtons geboorte, op 2 april 1956, werd zijn geboorteplaats opgenomen in het Nationaal Park-systeem als het Booker T. Washington National Monument. De deltabluesgitarist en -zanger Bukka White werd naar Washington genoemd.